# K League Classic 2014
La stagione 2014 è stata la trentaduesima edizione del massimo livello calcistico coreano organizzato a regime professionistico, seconda sotto il nome di K League Classic. Per ragioni di sponsorizzazione, il torneo è stato indicato ufficialmente con il nome di Hyundai Oilbank K League Classic 2014 ( 현대오일뱅크 K리그 클래식 2014).

## Avvenimenti

### Il campionato
Il torneo fu quasi interamente dominato dallo Jeonbuk Hyundai, che vinse il terzo titolo del suo palmarès: a cercare di interrompere la marcia dei Greens furono inizialmente l'Ulsan Hyundai e il Pohang Steelers, con il primo in testa sino alla settima giornata e i secondi ripresisi dopo un avvio incerto. Dopo aver perso il comando della classifica alla diciassettesima giornata il Pohang Steelers iniziò a distaccarsi progressivamente dalla vetta, rimanendo all'ultima giornata tagliato fuori dalle posizioni valide per la qualificazione in AFC Champions League: a qualificarsi per la competizione continentale furono, oltre al Jeonbuk Hyundai e ai vincitori della coppa nazionale del Seongnam, il Suwon Bluewings e il FC Seoul.
La lotta per non retrocedere vide diverse squadre coinvolte, con il Sangju Sangmu condannato al declassamento diretto e il Gyeongnam costretto a disputare il play-out contro la vincitrice dei playoff della K League Challenge, in seguito persa contro il Gwangju.

## Giocatori stranieri
Il massimo numero di giocatori stranieri è quattro per squadra, incluso uno slot per un giocatore proveniente da un paese affiliato all'AFC. Una squadra può utilizzare quattro giocatori stranieri sul campo ogni partita, incluso almeno un giocatore proveniente da un paese affiliato all'AFC.
| Squadra                 | Giocatore 1    | Giocatore 2       | Giocatore 3      | Giocatore asiatico   |
| ----------------------- | -------------- | ----------------- | ---------------- | -------------------- |
| Busan IPark             | Fagner         | Nilson            | Jacio            |                      |
| Gyeongnam FC            | Edin Junuzović | Sreten Sretenović | Miloš Stojanović | Luke DeVere          |
| Incheon United          | Ivo            | Diogo             |                  |                      |
| Jeju United             | Hugo Droguett  |                   |                  | Aleksandar Jovanović |
| Jeonbuk Hyundai Motors  | Leonardo       | Kaio              | Vinícius Reche   | Alex Wilkinson       |
| Jeonnam Dragons         | Leandrinho     | Sandi Križman     | Stevica Ristić   | Robert Cornthwaite   |
| Pohang Steelers         |                |                   |                  |                      |
| Seongnam FC             | Valdivia       | Server Jeparov    |                  |                      |
| FC Seoul                | Éverton Santos | Mauricio Molina   | Osmar            | Sergio Escudero      |
| Suwon Samsung Bluewings | Santos         | Roger             | Reiner           |                      |
| Ulsan Hyundai           | Wander Luiz    | Tartá             | Filip Kasalica   |                      |

- Giocatore della Corea del Nord (considerato come giocatore nativo)

| Squadra                 | Giocatore   |
| ----------------------- | ----------- |
| Suwon Samsung Bluewings | Jong Tae-se |

## Classifica finale
|                          | Pos. | Squadra         | Pt | G  | V  | N  | P  | GF | GS | DR  |
| ------------------------ | ---- | --------------- | -- | -- | -- | -- | -- | -- | -- | --- |
| Poule scudetto           |      |                 |    |    |    |    |    |    |    |     |
| Corea del Sud (bandiera) | 1.   | Jeonbuk Hyundai | 81 | 38 | 24 | 9  | 5  | 60 | 22 | +38 |
|                          | 2.   | Suwon Bluewings | 67 | 38 | 19 | 10 | 9  | 52 | 37 | +15 |
|                          | 3.   | Seoul           | 58 | 38 | 15 | 13 | 10 | 42 | 28 | +14 |
|                          | 4.   | Pohang Steelers | 58 | 38 | 16 | 10 | 12 | 50 | 39 | +11 |
|                          | 5.   | Jeju SK         | 54 | 38 | 14 | 12 | 12 | 39 | 36 | +3  |
|                          | 6.   | Ulsan HD        | 50 | 38 | 13 | 11 | 14 | 44 | 43 | +1  |
| Poule retrocessione      |      |                 |    |    |    |    |    |    |    |     |
|                          | 7.   | Jeonnam Dragons | 51 | 38 | 14 | 9  | 15 | 48 | 53 | −5  |
|                          | 8.   | Busan IPark     | 43 | 38 | 10 | 13 | 15 | 37 | 49 | −12 |
|                          | 9.   | Seongnam        | 40 | 38 | 9  | 13 | 16 | 32 | 39 | −7  |
|                          | 10.  | Incheon Utd     | 40 | 38 | 8  | 16 | 14 | 33 | 46 | −13 |
|                          | 11.  | Gyeongnam       | 36 | 38 | 7  | 15 | 16 | 30 | 52 | −22 |
|                          | 12.  | Sangju Sangmu   | 34 | 38 | 7  | 13 | 18 | 39 | 62 | −23 |

Legenda:

      Campione della Corea del Sud e qualificata alla AFC Champions League 2015
      Qualificata alla AFC Champions League 2015
 Qualificata ai play-out.
      Retrocessa in K League Challenge 2015

Note:
Tre punti a vittoria, uno a pareggio, zero a sconfitta.

### Play-out
|           | Risultati |           | Luogo e data              |  |
| --------- | --------- | --------- | ------------------------- |  |
| Gwangju   | 3 - 1     | Gyeongnam | Gwangju, 3 dicembre 2014  |  |
| Gyeongnam | 1 - 1     | Gwangju   | Changwon, 6 dicembre 2014 |  |

## Statistiche

### Individuali

#### Classifica marcatori
| Gol |  |  | Giocatore      | Squadra         |
| --- |  |  | -------------- | --------------- |
| 14  |  |  | Santos         | Suwon Bluewings |
| 13  |  |  | Lee Dong-gook  | Jeonbuk Hyundai |
| 13  |  |  | Stevica Ristić | Jeonnam Dragons |
| 11  |  |  | Han Kyo-won    | Jeonbuk Hyundai |
| 11  |  |  | Lim Sang-hyub  | Busan IPark     |
| 10  |  |  | Kim Seung-dae  | Pohang Steelers |
| 10  |  |  | Lee Jong-ho    | Jeonnam Dragons |
| 10  |  |  | Fágner         | Busan IPark     |
| 10  |  |  | Hugo Droguett  | Jeju SK         |